# Maeda Harunaga
Maeda Harunaga est un nom japonais traditionnel ; le nom de famille (ou le nom d'école), Maeda, précède donc le prénom (ou le nom d'artiste).
Maeda Harunaga (前田 治脩, 4 février 1745-10 février 1810) est un daimyo du milieu de l'époque d'Edo, à la tête du domaine de Kaga.
Restaurateur du Kenroku-en, il est le fondateur de l'école du domaine de Kaga, le Meirin-dō.

## Famille
- Père : Maeda Yoshinori (1690-1745)
- Frères :
  - Maeda Munetoki (1725-1747)
  - Maeda Shigehiro (1729-1753)
  - Maeda Shigenobu (1735-1753)
  - Maeda Shigemichi (1741-1786)
- Fils adopté : Maeda Narinaga (1782-1824)

## Source de la traduction
- (en) Cet article est partiellement ou en totalité issu de l’article de Wikipédia en anglais intitulé « Maeda Harunaga » (voir la liste des auteurs).